# Campionati del mondo di atletica leggera indoor 2012 - Pentathlon
Il pentathlon si è tenuto il 9 marzo 2012.

## Programma orario
| Date         | Time  | Round             |
| ------------ | ----- | ----------------- |
| 9 marzo 2012 | 11:25 | 60 metres hurdles |
|              | 12:05 | High jump         |
|              | 13:45 | Shot put          |
|              | 17:05 | Long jump         |
|              | 19:35 | 800 m             |
|              | 19:35 | Final standings   |

## Risultati

### 60 m ostacoli
| Pos | Corsia | Nome                | Nazione       | Result | Points | Notes |
| --- | ------ | ------------------- | ------------- | ------ | ------ | ----- |
| 1   | 5      | Jessica Ennis       | Gran Bretagna | 7.91   | 1150   | WB    |
| DQ  | 3      | Tat'jana Černova    | Russia        | 8.29   | 1064   | [ 2 ] |
| 2   | 6      | Natalija Dobryns'ka | Ucraina       | 8.38   | 1044   |       |
| 3   | 2      | Hanna Mel'nyčenko   | Ucraina       | 8.45   | 1028   |       |
| 4   | 1      | Karolina Tymińska   | Polonia       | 8.52   | 1013   |       |
| 5   | 7      | Austra Skujytė      | Lituania      | 8.57   | 1002   | PB    |
| 6   | 4      | Ekaterina Bol'šova  | Russia        | 8.62   | 991    |       |
| 7   | 8      | Jana Maksimava      | Bielorussia   | 8.80   | 952    |       |

### Salto in alto
| Rank | Name                | Nationality   | 1.66 | 1.69 | 1.72 | 1.75 | 1.78 | 1.81 | 1.84 | 1.87 | 1.90 | 1.93 | Result | Points | Notes | Overall |
| ---- | ------------------- | ------------- | ---- | ---- | ---- | ---- | ---- | ---- | ---- | ---- | ---- | ---- | ------ | ------ | ----- | ------- |
| 1    | Jana Maksimava      | Bielorussia   | –    | –    | –    | o    | o    | o    | o    | o    | o    | xxx  | 1.90   | 1106   | PB    | 2058    |
| 1    | Austra Skujytė      | Lituania      | –    | –    | o    | o    | o    | o    | o    | o    | o    | xxx  | 1.90   | 1106   | PB    | 2108    |
| 3    | Jessica Ennis       | Gran Bretagna | –    | –    | –    | o    | o    | o    | o    | xxo  | xxx  |      | 1.87   | 1067   |       | 2217    |
| 4    | Ekaterina Bol'šova  | Russia        | –    | –    | –    | o    | o    | o    | xo   | xxo  | xxx  |      | 1.87   | 1067   |       | 2058    |
| 5    | Natalija Dobryns'ka | Ucraina       | –    | –    | o    | o    | o    | o    | o    | xxx  |      |      | 1.84   | 1029   | SB    | 2073    |
| 6    | Hanna Mel'nyčenko   | Ucraina       | –    | o    | o    | o    | o    | xo   | o    | xxx  |      |      | 1.84   | 1029   | SB    | 2057    |
| DQ   | Tat'jana Černova    | Russia        | –    | –    | –    | o    | o    | o    | xxo  | xxx  |      |      | 1.84   | 1029   | SB    | 2093    |
| 7    | Karolina Tymińska   | Polonia       | o    | o    | o    | xxx  |      |      |      |      |      |      | 1.72   | 879    | SB    | 1892    |

### Shot put
| Rank | Name                | Nationality   | #1    | #2    | #3    | Result | Points | Notes | Overall |
| ---- | ------------------- | ------------- | ----- | ----- | ----- | ------ | ------ | ----- | ------- |
| 1    | Natalija Dobryns'ka | Ucraina       | 15.25 | 16.11 | 16.51 | 16.51  | 962    | SB    | 3035    |
| 2    | Austra Skujytė      | Lituania      | 15.19 | 16.26 | 16.03 | 16.26  | 946    |       | 3054    |
| 3    | Jana Maksimava      | Bielorussia   | x     | 14.28 | 14.85 | 14.85  | 851    |       | 2909    |
| 4    | Jessica Ennis       | Gran Bretagna | 13.89 | 14.39 | 14.79 | 14.79  | 847    | PB    | 3064    |
| 5    | Karolina Tymińska   | Polonia       | 14.68 | 14.27 | x     | 14.68  | 839    |       | 2731    |
| DQ   | Tat'jana Černova    | Russia        | 13.90 | x     | x     | 13.90  | 787    | SB    | 2880    |
| 6    | Hanna Mel'nyčenko   | Ucraina       | 12.41 | 13.04 | 13.29 | 13.29  | 747    |       | 2804    |
| 7    | Ekaterina Bol'šova  | Russia        | 10.54 | 12.07 | x     | 12.07  | 666    |       | 2724    |

### Salto in lungo
| Rank | Nome                | Nazione       | #1   | #2   | #3   | Ris  | Punti | Note | Overall |
| ---- | ------------------- | ------------- | ---- | ---- | ---- | ---- | ----- | ---- | ------- |
| 1    | Natalija Dobryns'ka | Ucraina       | 6.41 | x    | 6.57 | 6.57 | 1030  | SB   | 4065    |
| 2    | Ekaterina Bol'šova  | Russia        | 6.52 | x    | 6.25 | 6.52 | 1014  | PB   | 3738    |
| 3    | Karolina Tymińska   | Polonia       | x    | 6.49 | 6.34 | 6.49 | 1004  |      | 3735    |
| 4    | Hanna Mel'nyčenko   | Ucraina       | x    | 6.27 | x    | 6.27 | 934   |      | 3738    |
| DQ   | Tat'jana Černova    | Russia        | 6.22 | x    | 6.25 | 6.25 | 927   |      | 3807    |
| 5    | Austra Skujytė      | Lituania      | 6.24 | 6.12 | 6.16 | 6.24 | 924   |      | 3978    |
| 6    | Jessica Ennis       | Gran Bretagna | 6.19 | 6.18 | x    | 6.19 | 908   |      | 3972    |
| 7    | Jana Maksimava      | Bielorussia   | x    | x    | 5.80 | 5.80 | 780   |      | 3698    |

### 800 m
| Rank | Name                | Nationality   | Result  | Points | Notes |
| ---- | ------------------- | ------------- | ------- | ------ | ----- |
| 1    | Jessica Ennis       | Gran Bretagna | 2:08.09 | 993    | PB    |
| 2    | Karolina Tymińska   | Polonia       | 2:08.25 | 990    | SB    |
| 3    | Natalija Dobryns'ka | Ucraina       | 2:11.15 | 948    | PB    |
| DQ   | Tat'jana Černova    | Russia        | 2:13.23 | 918    | SB    |
| 4    | Jana Maksimava      | Bielorussia   | 2:14.25 | 903    | PB    |
| 5    | Ekaterina Bol'šova  | Russia        | 2:14.43 | 901    |       |
| 6    | Hanna Mel'nyčenko   | Ucraina       | 2:15.53 | 885    |       |
| 7    | Austra Skujytė      | Lituania      | 2:19.99 | 824    | SB    |

### Classifica finale
| Pos | nome                | Nazione       | Punti | Note   |
| --- | ------------------- | ------------- | ----- | ------ |
| 1   | Natalija Dobryns'ka | Ucraina       | 5013  | WR, CR |
| 2   | Jessica Ennis       | Gran Bretagna | 4965  | NR     |
| 3   | Austra Skujytė      | Lituania      | 4802  | NR     |
| 4   | Karolina Tymińska   | Polonia       | 4725  | SB     |
| DQ  | Tat'jana Černova    | Russia        | 4725  | SB     |
| 5   | Ekaterina Bol'šova  | Russia        | 4639  |        |
| 6   | Hanna Mel'nyčenko   | Ucraina       | 4623  |        |
| 7   | Jana Maksimava      | Bielorussia   | 4601  |        |